# Élections législatives de 2002 dans le Cantal
Les élections législatives françaises de 2002 se déroulent les 9 et 16 juin 2002. Dans le département du Cantal, deux députés sont à élire dans le cadre de deux circonscriptions.

## Élus
| Circonscription | Député sortant | Parti | Parti      | Député élu ou réélu | Parti | Parti |
| --------------- | -------------- | ----- | ---------- | ------------------- | ----- | ----- |
| 1re             | Yves Coussain  |       | UDF (PPDF) | Yves Coussain       |       | UMP   |
| 2e              | Alain Marleix  |       | RPR        | Alain Marleix       |       | UMP   |

## Résultats

### Résultats à l'échelle du département
| Parti                                      | Parti                             | Premier tour | Premier tour | Second tour | Second tour | Sièges |
| Parti                                      | Parti                             | Voix         | %            | Voix        | %           | Sièges |
| ------------------------------------------ | --------------------------------- | ------------ | ------------ | ----------- | ----------- | ------ |
|                                            | Union pour un mouvement populaire | 35 447       | 42,49        | 23 652      | 57,05       | 2      |
|                                            | Divers droite                     | 13 133       | 15,74        |             |             | 0      |
|                                            | Majorité présidentielle           | 48 580       | 58,24        | 23 652      | 57,05       | 2      |
|                                            |                                   |              |              |             |             |        |
|                                            | Parti socialiste                  | 18 634       | 22,34        | 17 805      | 42,95       | 0      |
|                                            | Pôle républicain                  | 2 715        | 3,25         |             |             | 0      |
|                                            | Divers gauche                     | 2 454        | 2,94         | 0           |             |        |
|                                            | Parti communiste français         | 2 083        | 2,50         | 0           |             |        |
|                                            | Les Verts                         | 1 634        | 1,96         | 0           |             |        |
|                                            | Gauche parlementaire              | 27 520       | 32,99        | 17 805      | 42,95       | 0      |
|                                            |                                   |              |              |             |             |        |
|                                            | Front national                    | 3 136        | 3,76         |             |             | 0      |
|                                            | Extrême droite dont MNR           | 1 920        | 2,30         | 0           |             |        |
|                                            | Extrême gauche dont LCR, LO et PT | 1 214        | 1,46         | 0           |             |        |
|                                            | Divers                            | 566          | 0,68         | 0           |             |        |
|                                            | Divers écologiste                 | 484          | 0,58         | 0           |             |        |
|                                            |                                   |              |              |             |             |        |
| Inscrits                                   | Inscrits                          | 123 898      | 100,00       | 64 053      | 100,00      | 2      |
| Abstentions                                | Abstentions                       | 38 668       | 31,21        | 20 509      | 32,02       |        |
| Votants                                    | Votants                           | 85 230       | 68,79        | 43 544      | 67,98       |        |
| Blancs et nuls                             | Blancs et nuls                    | 1 810        | 2,12         | 2 087       | 4,79        |        |
| Exprimés                                   | Exprimés                          | 83 420       | 97,88        | 41 457      | 95,21       |        |
| Source : Ministère de l'Intérieur - Cantal |                                   |              |              |             |             |        |

### Résultats par circonscription

#### Première circonscription (Aurillac)
| Candidat       | Candidat                    | Parti             | Premier tour | Premier tour | Second tour | Second tour |  |
| Candidat       | Candidat                    | Parti             | Voix         | %            | Voix        | %           |  |
| -------------- | --------------------------- | ----------------- | ------------ | ------------ | ----------- | ----------- |  |
|                | Yves Coussain sortant réélu | UMP               | 13 198       | 30,23        | 23 652      | 57,05       |  |
|                | René Souchon                | PS                | 12 829       | 29,38        | 17 805      | 42,95       |  |
|                | François Vermande           | Divers droite     | 5 055        | 11,58        |             |             |  |
|                | Christian Meiniel           | Divers droite     | 3 295        | 7,55         |             |             |  |
|                | Yvon Bec                    | Pôle républicain  | 2 715        | 6,22         |             |             |  |
|                | Hélène Bérodias             | FN                | 1 671        | 3,83         |             |             |  |
|                | Jean-Pierre Roume           | PCF               | 1 162        | 2,66         |             |             |  |
|                | Vincent Bessat              | Les Verts         | 1 031        | 2,36         |             |             |  |
|                | William Schmid              | Extrême droite    | 907          | 2,08         |             |             |  |
|                | Jacques Vermenouze          | Divers écologiste | 484          | 1,11         |             |             |  |
|                | Marie-Pierre Chevrier       | LCR               | 448          | 1,03         |             |             |  |
|                | Raymond Squizzato           | S&P               | 249          | 0,57         |             |             |  |
|                | Rémy Dauvillier             | LO                | 231          | 0,53         |             |             |  |
|                | Pierre Lacroix              | MNR               | 159          | 0,36         |             |             |  |
|                | Jean Bazelle                | PT                | 150          | 0,34         |             |             |  |
|                | Gustave Nicolas             | Divers            | 75           | 0,17         |             |             |  |
|                |                             |                   |              |              |             |             |  |
| Inscrits       | Inscrits                    | Inscrits          | 64 056       | 100,00       | 64 053      | 100,00      |  |
| Abstentions    | Abstentions                 | Abstentions       | 19 279       | 30,1         | 20 509      | 32,02       |  |
| Votants        | Votants                     | Votants           | 44 777       | 69,9         | 43 544      | 67,98       |  |
| Blancs et nuls | Blancs et nuls              | Blancs et nuls    | 1 118        | 2,5          | 2 087       | 4,79        |  |
| Exprimés       | Exprimés                    | Exprimés          | 43 659       | 97,5         | 41 457      | 95,21       |  |

#### Deuxième circonscription (Saint-Flour - Mauriac)
|                | Alain Marleix sortant réélu | UMP            | 22 249 | 55,96  |  |  |  |
|                | Nicole Gouéffic-Collange    | PS             | 5 805  | 14,6   |  |  |  |
|                | Louis Galtier               | Divers droite  | 4 783  | 12,03  |  |  |  |
|                | Marc Petitjean              | Divers gauche  | 2 454  | 6,17   |  |  |  |
|                | Colette Gadiot              | FN             | 1 465  | 3,68   |  |  |  |
|                | Marinette Audrerie          | PCF            | 921    | 2,32   |  |  |  |
|                | Christian Odwa              | Extrême droite | 854    | 2,15   |  |  |  |
|                | Martine Rembert             | Les Verts      | 603    | 1,52   |  |  |  |
|                | Amanda Helleu               | LO             | 385    | 0,97   |  |  |  |
|                | Alice Brugue                | MNR            | 242    | 0,61   |  |  |  |
|                |                             |                |        |        |  |  |  |
| Inscrits       | Inscrits                    | Inscrits       | 59 842 | 100,00 |  |  |  |
| Abstentions    | Abstentions                 | Abstentions    | 19 389 | 32,4   |  |  |  |
| Votants        | Votants                     | Votants        | 40 453 | 67,6   |  |  |  |
| Blancs et nuls | Blancs et nuls              | Blancs et nuls | 692    | 1,71   |  |  |  |
| Exprimés       | Exprimés                    | Exprimés       | 39 761 | 98,29  |  |  |  |